# NGC 4643
NGC 4643 este o liner situată în constelația Fecioara. A fost descoperită în 24 ianuarie 1784 de către William Herschel. Se află la o distanță de 16,5 megaparseci de Pământ.